# 白松亚组
白松亚组（学名：Pinus Subsect. Strobus）是松屬白松亚属五针松组下的一个亚组，约有20多个物种。由于该亚组所有物种的针叶均为五针一束，因此又称五针松亚组。白松亚组广泛分布于北半球，特别是东亚和北美。

## 物种
属于白松亚组的物种有：
- 奄美五针松 (Pinus amamiana)
- 华山松 (Pinus armandii)
- 不丹松 (Pinus bhutanica)
- 大别山五针松 (Pinus dabeshanensis)
- 越南五针松 (Pinus dalatensis)
- 海南五针松 (Pinus fenzeliana)
- 红松 (Pinus koraiensis)
- 华南五针松  (Pinus kwangtungensis)
- 台湾果松 (Pinus mastersiana)
- 台湾五针松 (Pinus morrisonicola)
- 直叶五针松 (Pinus orthophylla)
- 日本五针松 (Pinus parviflora)
- 偃松 (Pinus pumila)
- 新疆五针松 (Pinus sibirica)
- 乔松 (Pinus wallichiana)
- 毛枝五针松 (Pinus wangii)

## 分类
早期基于球果成熟之后是否开裂的性状将五针松类划分为两个亚组, 球果成熟时不开裂的物种为石松亚组(Pinus Subsect. Cembrae), 球果成熟时开裂的为白松亚组(Pinus Subsect. Strobi)。后根据形态学特征和叶绿体基因(matK和rbcL)证据将这两个亚组合并为白松亚组。但白松亚组的种间关系一直存在争议。